# Thereva conica
Thereva conica är en tvåvingeart som beskrevs av Krober 1913. Thereva conica ingår i släktet Thereva och familjen stilettflugor. Inga underarter finns listade i Catalogue of Life.